# 포스포글루코뮤테이스
포스포글루코뮤테이스(영어: phosphoglucomutase) (EC 5.4.2.2)는 α-D-글루코스 단량체의 인산기를 정방향인 1번 탄소에서 6번 탄소 방향으로 또는 역방향인 6번 탄소에서 1번 탄소 방향으로 전달하는 효소이다.
보다 정확하게는 포도당 1-인산과 포도당 6-인산 간의 상호전환을 촉진한다.

## 같이 보기
- 뮤테이스
- 베타-포스포글루코뮤테이스